# Siedliska (rejon kołomyjski)
Siedliska (ukr. Сідлище; dawn. Siedliska-Bredtheim ukr. Селище Бредтгайм) – wieś na Ukrainie, w obwodzie iwanofrankiwskim, w rejonie kołomyjskim. 
Dawniej Siedliska stanowiły gminę katastralną należącą do politycznej gminy jednostkowej Majdan Średni, w II RP w powiecie nadwórniańskim województwa stanisławowskiego. 1 lipca 1924 odłączono je od Majdanu Średniego, tworząc w nich odrębną gminę o nazwie Siedliska-Bredtheim. 30 kwietnia 1934 gminę Siedliska-Bredtheim wyłączono z powiatu nadwórniańskiego i włączono do powiatu kołomyjskiego. 5 września 1934 Siedliska (z Bredtheim) utworzyły gromadę Siedliska w nowo utworzonej gminie Święty Stanisław
W grudniu 1939 r. tutejsi osadnicy niemieccy wyjechali do Niemiec, a w ich miejsce Sowieci przesiedlili Hucułów i Łemków z pasa granicznego. W 1942 Niemcy wywieźli Żydów do getta, gdzie ich wymordowano. Nacjonaliści ukraińscy z OUN-UPA zamordowali tutaj 8 Polaków.